# Barry Sonnenfeld
Barry Sonnenfeld (Nueva York, 1 de abril de 1953) es un director de cine estadounidense. Comenzó trabajando como director de fotografía para los hermanos Coen y luego comenzó a producir y dirigir sus propias películas, entre las que se encuentran The Addams Family, Wild Wild West y la trilogía de Hombres de negro.

## Filmografía

### Largometrajes

#### Director
- Nine Lives (2016)
- Hombres de negro III (2012)
- The Bridget Show (2009)
- Suburban Shootout (2008)
- Hackett (2008)
- RV (2006)
- Hombres de negro II (2002)
- Big Trouble (2002)
- Wild Wild West (1999)
- Hombres de negro (1997)
- Get Shorty (1995)
- Addams Family Values (1993)
- For Love or Money (1993)
- The Addams Family (1991)

#### Director de fotografía
- Misery (1990)
- Miller's Crossing (1990)
- When Harry Met Sally... (1989)
- Big (1988)
- Tira a mamá del tren (1987)
- Pánico a las tres (1987)
- Raising Arizona (1987)
- Posiciones comprometidas (1985)
- Blood Simple (1984)

### Televisión
- Schmigadoon! (serie de Apple TV+, 2021)
- A Series of Unfortunate Events (serie de Netflix, 2017-2019)
- Notes from the Underbelly (seis capítulos, 2007-2008)
- Pushing Daisies (dos capítulos, 2007)
- The Tick (un capítulo, 2001)
- Secret Agent Man (tres capítulos, 2000)
- Maximum Bob (un capítulo, 1998)